# Semivida de eliminación
En medicina y farmacología, la semivida de eliminación, vida media de un fármaco (o cualquier agente xenobiótico) en la sangre, es el tiempo que tarda en eliminarse el 50% de la concentración plasmática alcanzada por una dosis del mismo, es decir, el lapso necesario para que la cantidad de agente presente en el cuerpo (o en el plasma sanguíneo) se reduzca a la mitad, mediante diversos procesos de eliminación. Es un parámetro fundamental para conocer los intervalos de aplicación de dicho fármaco. La semivida de eliminación es un parámetro importante usado en farmacocinética y se denota como {\displaystyle t_{1 \over 2}\,}. 
Sin embargo, es un término mal usado y enseñado en países hispanos por una mala traducción. Y es que el concepto de «vida media» (mean life en inglés) es distinto al de «semivida» (half life). La «vida media» se define como el tiempo que ha de pasar de media para que el fármaco se elimine por completo, mientras que «semivida» se define como el tiempo que ha de pasar para que el fármaco se elimine a la mitad de sus valores originales. 
Supongamos que tenemos N fármacos del mismo tipo y queremos saber cuánto tiempo ha de pasar de media para que la concentración del fármaco se haga cero. Imaginemos que tenemos entonces N tiempos {\displaystyle t_{N}\,}los cuales, por fluctuaciones estadísticas, no tienen por qué ser iguales todos ellos. 
Para hacer la media de forma discreta:
{\displaystyle \tau ={\frac {\sum _{i=1}^{N}t_{i}}{\sum _{i=1}^{N}}}={\frac {\sum _{i=1}^{N}t_{i}dN}{\sum _{i=1}^{N}dN}}\,}
Si ahora lo pasamos a forma continua, podemos expresar la anterior mediante integrales:
{\displaystyle \tau ={\frac {\int _{N_{o}}^{0}tdN}{\int _{N_{o}}^{0}dN}}\,},
donde los límites de integración están dados por el simple hecho de que el fármaco empieza con un valor inicial {\displaystyle N_{o}\,} y terminará totalmente eliminado. Así, recordando la fórmula 
{\displaystyle N=N_{o}e^{-\lambda t}\rightarrow dN=-N_{o}\lambda e^{-\lambda t}dt\,}
{\displaystyle \tau ={\frac {\int _{0}^{\infty }te^{-\lambda t}dt}{\int _{0}^{\infty }e^{-\lambda t}dt}}\,}
Por lo que tenemos dos integrales, una en el numerador y otra en el denominador. La integral del denominador es inmediata,
{\displaystyle \int _{0}^{\infty }e^{-\lambda t}dt={\frac {1}{\lambda }}\,}
Mientras, la integral del denominador se debe realizar por partes tal que 
{\displaystyle u=t\rightarrow du=dt\,}
{\displaystyle dv=e^{-\lambda t}dt\rightarrow v=-{\frac {1}{\lambda }}e^{-\lambda t}\,}
Así, usando {\displaystyle uv-v\int du\,}:
{\displaystyle \int _{0}^{\infty }te^{-\lambda t}dt=[-{\frac {t}{\lambda }}e^{-\lambda t}+{\frac {1}{\lambda }}\int e^{-\lambda t}dt]_{0}^{\infty }=[-{\frac {t}{\lambda }}e^{-\lambda t}-{\frac {1}{\lambda ^{2}}}e^{-\lambda t}]_{0}^{\infty }={\frac {1}{\lambda ^{2}}}\,}
Por lo tanto, tenemos que:
{\displaystyle \tau ={\frac {\frac {1}{\lambda ^{2}}}{\frac {1}{\lambda }}}={\frac {1}{\lambda }}\,}
Finalmente, para resumir, «vida media» sería:
{\displaystyle \tau ={\frac {1}{\lambda }}\,}
Y «semivida»:
{\displaystyle \tau ={\frac {ln(2)}{\lambda }}=ln(2)\tau \,}
En términos farmacocinéticos, podríamos decir entonces que, mientras la semivida es el tiempo transcurrido hasta que el fármaco llega a la mitad de sus valores iniciales, la vida media podría representar el tiempo transcurrido hasta que el fármaco llega a un {\displaystyle 37\%\,} de sus valores iniciales. Así pues:
{\displaystyle N=N_{o}e^{-\lambda t}]_{t={\frac {1}{\lambda }}}=N_{o}e^{-1}\rightarrow {\frac {N(t=\tau )}{N_{o}}}=e^{-1}\approx 0,37\,}

## La semivida en eliminaciones de primer orden
Este proceso es, por lo general, un proceso logarítmico de primer orden. Por ejemplo; una cantidad que es eliminada en una proporción constante del agente por unidad de tiempo. En otras palabras, de esta forma la disminución de la concentración de dicho agente tras una administración única viene dada por:
{\displaystyle C_{t}=C_{0}e^{-kt}\,}
- Ct es la concentración después de un tiempo t
- C0 es la concentración inicial (t=0)
- k es la constante de eliminación

La relación entre la constante de eliminación y la semivida viene dada por:
{\displaystyle k={\frac {\ln 2}{t_{1/2}}}\,}
La semivida es determinada por la depuración (CL, del inglés clearance o aclaramiento) y el volumen de distribución (VD), y ambos parámetros se relacionan según:
{\displaystyle t_{1/2}={\frac {{\ln 2}.{V_{D}}}{CL}}\,}

## La semivida en eliminaciones de orden cero
En algunas circunstancias, la semivida varía con la concentración del medicamento o droga. Por ejemplo, el etanol puede ser ingerido en una cantidad suficiente para saturar las enzimas (básicamente alcohol deshidrogenasas) que lo metabolizan en el hígado, y por esto es eliminado del cuerpo a una tasa constante (eliminación de orden cero). De este modo, la semivida bajo estas circunstancias es proporcional a la concentración inicial de droga o medicamento A0, e inversamente proporcional a la constante de eliminación de orden cero k0, donde:
{\displaystyle t_{1/2}={\frac {0.5A_{0}}{k_{0}}}\,}

## Semivida sensible al contexto
Es el tiempo necesario para que la concentración plasmática de un medicamento se reduzca a la mitad después de haber sido administrado en perfusión durante un período determinado, que representa el contexto. Esta semivida varía con el tiempo, siendo habitualmente mayor cuanto mayor ha sido el periodo de infusión. Por este motivo, no puede representarse por un dato único, sino por una curva que muestra la evolución de la semivida respecto al tiempo de perfusión.
Esta semivida, sensible al contexto, es importante en anestesiología y en otras especialidades médicas en la que se usan fármacos muy potentes, con cinética tricompartimental, administrados de forma continua durante periodos variables. Algunos de estos fármacos, como el fentanilo, presentan una semivida sensible al contexto, siendo corta en perfusiones de hasta una o dos horas, pero se eleva mucho cuando la perfusión se prolonga, retrasando el despertar de los pacientes. En cambio, otros fármacos, como el remifentanilo, presentan una semivida sensible al contexto muy corta y que no se altera sustancialmente con perfusiones de hasta diez horas o más, por lo que resultan ideales en intervenciones prolongadas.